# Oleksij Bjelik
Oleksij Bjelik (ukr. Олексій Бєлік) (Donjeck, 15. veljače 1981.) je ukrajinski umirovljeni nogometaš.